# Mirosław Michalski (1955–2022)
Mirosław Michalski, ps. „Michu” (28 lutego 1955 w Sopocie, zm. 30 listopada 2022 tamże) – polski wykonawca z kręgu piosenki turystycznej (jeden z wokalistów zespołów Modliszek, Prima Vista i Hawar), turysta, kajakarz, organizator koncertów i współorganizator festiwalu Bazuna. Juror na przeglądach piosenki turystycznej i studenckiej (m.in. Bazuna, Danielka, OPPT Nocnik).

## Życiorys
Wywodzi się z kręgu studenckiego (turysta, kajakarz i wykonawca z nurtu piosenki turystycznej). Śpiewał w zespołach: Modliszek (1974–1977; wykonana przez grupę piosenka autorstwa Piotra Święcickiego pt. Koniec lata znalazła się w gronie piosenek laureatek Bazuny'77), zaś w latach 80. Prima Vista i Hawar, który w 1985 roku odniósł bezsprzeczne zwycięstwo i otrzymał nagrodę główną na XXI Studenckim Festiwalu Piosenki w Krakowie. Przez 10 lat współorganizował a od 2000 roku był rzecznikiem prasowym Bazuny, której uczestnikiem był od 1972 roku – a także organizatorem pobazunowych spotkań we Wdzydzach Kiszewskich. Juror na festiwalach piosenki turystycznej i studenckiej (m.in. Bazuna, Danielka i OPTT Nocnik). Twórca „Łagodnych Spotkań Muzycznych „Muzyka i Środowisko” (festiwal odbywał się w latach 2004–2012 w województwie pomorskim), który doprowadził do wydania albumu pt. MIŚ czyli Łagodne Spotkania Muzyczne. Przez wiele lat zajmował się płytową promocją piosenki turystycznej, studenckiej, autorskiej, literackiej itp. Obecny na wielu przeglądach i festiwalach, gdzie rozstawiał swoje stoisko płytowe. Można było nabyć u niego również nagrania niedostępne w renomowanych sklepach muzycznych. Był autorem cyklu wydawniczego płyt związanych z OTPPS Bazuna. Opracowywał różne tematycznie albumy muzyczne, m.in. dwupłytowe wydawnictwa z okazji jubileuszu 40 i 45-lecia Bazuny, a mianowicie Bazuna 40 lat na szlaku z 2012 roku i Bazunowe Wędrówki z 2014 roku (obydwa ukazały się nakładem Solitonu), dzięki czemu ocalił od zapomnienia setki utworów znajdujących się w archiwach festiwalu. Członek Stowarzyszenie Literacko-Muzycznego „Ballada” i wielokrotny gość festiwalu OPPA. Zmarł 30 listopada 2022 roku. Pochowany na Cmentarzu katolickim w Sopocie (kwatera A2-Z-3).